# Four by The Beatles
Не путать с мини-альбомом 4-by The Beatles.
Four by The Beatles — второй из трёх мини-альбомов, выпущенных группой «Битлз» в США (и первый, выпущенный на лейбле Capitol Records; номер по каталогам — EAP 1-2121). Диск был выпущен лишь в моно-версии.
В альбом вошло четыре песни, которые уже до этого массово импортировались в США на канадских синглах группы, а также были изданы на американских альбомах Meet The Beatles! и The Beatles’ Second Album. Мини-альбом достиг 92-й позиции в чарте Billboard Hot 100.

## Список композиций
Сторона «А»
1. «Roll Over Beethoven» — 2:47 (Чак Берри)
2. «All My Loving» — 2:10 (Леннон — Маккартни)

Сторона «Б»
1. «This Boy» — 2:16 (Леннон — Маккартни)
2. «Please Mister Postman» −2:37 (Брайан Холланд)